# Антраксоліти

Антраксоліти

Антраксолі́ти — мінералоїди, група твердих вуглецевих сполук, нерозчинних в органічних розчинниках, які складаються, головним чином, з вуглецю (95—100 %). 

## Загальна характеристика
За складом і властивостями близькі до антрацитів. 
Густина 1300—2000 кг/м3. 
А. являють собою продукти метаморфічних змін нафти.
Синонім або близька речовина: піробітуми.